# Howard Roberts (Bildhauer)

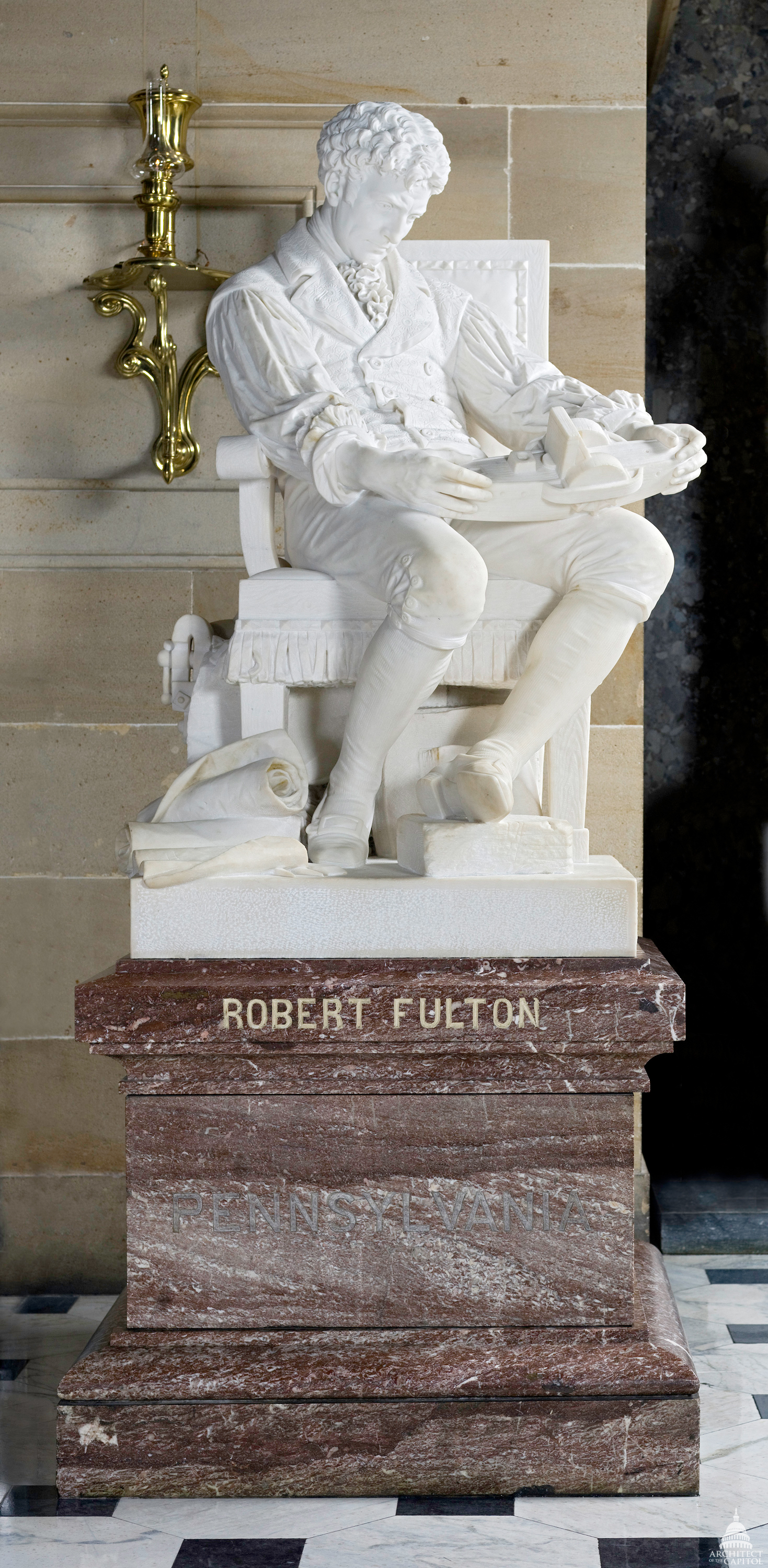
Howard Roberts: Robert Fulton (Marmor, 1878–83). National Statuary Hall Collection, U.S. Capitol, Washington, D.C.

Howard Roberts (* 8. April 1843 in Philadelphia, Pennsylvania; † 19. April 1900 in Paris, Frankreich) war ein amerikanischer Bildhauer, der als einer der ersten amerikanischen Künstler vom spätklassizistischen Stil zum französischen Beaux-Arts-Realismus überging.

## Leben
Howard Roberts wurde als Sohn einer wohlhabenden Familie in Philadelphia geboren und studierte an der Pennsylvania Academy of the Fine Arts bei Joseph Alexis Bailly. 1866 ging er zusammen mit Thomas Eakins an die École des Beaux-Arts in Paris, wo er bei Augustin-Alexandre Dumont und später bei Charles Gumery studierte. 1869 kehrte er nach Philadelphia zurück und eröffnete dort ein Atelier. 1873 ließ er sich erneut in Paris nieder, wo er bis zu seinem Tod im Jahr 1900 lebte.

## Werk
Howard Roberts war bekannt für seine idealisierten Figuren, Statuetten und Porträtbüsten. Seine Werke spiegeln den Einfluss des französischen Beaux-Arts-Stils wider, der sich durch Realismus, Detailgenauigkeit und technische Raffinesse auszeichnet. Zu seinen bedeutendsten Werken zählen
- Hester Prynne (1869–1872), Marmorstatue der Heldin aus Nathaniel Hawthornes Roman The Scarlet Letter, ausgestellt an der Pennsylvania Academy of the Fine Arts.
- Hypatia (1873–1877), lebensgroße Marmorstatue der Philosophin Hypatia, inspiriert von Charles Kingsleys Roman, heute in der Pennsylvania Academy of the Fine Arts.
- La Première Pose (1873–1876), Darstellung einer jungen Frau, die sich erstmals nackt in einem Künstleratelier präsentiert, ausgezeichnet mit einer Goldmedaille auf der Centennial Exposition 1876 in Philadelphia.[2]
- Robert Fulton (1878–1883), Statue des Erfinders, dargestellt in Freizeitkleidung mit einem Modell eines Dampfschiffs, aufgestellt in der National Statuary Hall des US-Kapitols.

Howard Roberts’ Werke befinden sich in Sammlungen der Pennsylvania Academy of the Fine Arts, des Philadelphia Museum of Art und des US-Kapitols.